# کاتلین مک لئود
کاتلین مک لئود (انگلیسی: Kathleen MacLeod؛ زادهٔ ۲۳ october ۱۹۸۶ (۳۸ سال)) بازیکن بسکتبال اهل استرالیا است.
وی در مسابقات کشوری و بین‌المللی در مجموع برندهٔ ۱ مدال برنز شده‌است.